# Мардж Чемпіон
Мардж Чемпіон (англ. Marge Champion, при народженні Марджорі Селеста Белчер, англ. Marjorie Celeste Belcher; 2 вересня 1919, Лос-Анджелес, Каліфорнія — 21 жовтня 2020, там само) — американська танцівниця та акторка.

## Життєпис
Народилась 2 вересня 1919 року в Лос-Анджелесі, Каліфорнія, в родині Гледіс Лі Розенберг (за першим чоловіком — Баскетт) та голлівудського хореографа Ернеста Белчера, серед учнів якого були Ширлі Темпл, Бетті Грейбл, Сід Чарісс та Джоан Кроуфорд. Її старшою сестрою по матері була акторка Ліна Баскетт (від першого шлюбу матері). З дитинства займалася танцями, вже в 12 років стала інструктором балету у школі свого батька. У 14-річному віці отримала запрошення від кіностудії Walt Disney як модель для танцю головної героїні повнометражного анімаційного фільму «Білосніжка і семеро гномів» (1937). Її рухи були змальовані щоб надати більшого реалізму образу Білосніжки. Пізніше вона виступила моделлю для Блакитної Феї в «Піноккіо» (1940), а також різних персонажів в «Фантазії» (1940) та «Дамбо» (1941).
1937 року вона вступила у шлюб з художником-мультиплікатором Артом Беббітом, автором образу Гуфі, але 1940 року подружжя розлучилося. З 1947 року її чоловіком був танцюрист Гавер Чемпіон, у пари народилися двоє синів — Блейк та Грегг. Разом вони з'явилися у низці популярних кіномюзиклів MGM, серед яких «Театр на плаву» (1951), «Все моє — твоє» (1952) та «Виглядає приємно» (1952), а також у фільмах «Містер Музика» (1950) з Бінгом Кросбі, «Дай дівчині перерву» (1953), «Кохана Юпітера» (1955) та «Шоу трьох» (1955). 1957 року вони мали власне телешоу — «Шоу Мардж та Гавера Чемпіонів», ситком з музичними та танцювальними номерами, в якому також брав участь відомий джазовий барабанщик Бадді Річ. Подружжя розлучилося 1973 року. Їхній син Блейк загинув в автокатастрофі 1987 році у 25-річному віці.
1977 року її третім чоловіком став кінорежисер Борис Сагал (причому вона стала мачухою для його п'яти дітей від попереднього шлюбу, в тім числі й Кеті Сагал). Цей шлюб завершився трагічною загибеллю чоловіка 22 травня 1981 року під час аварії вертольоту на зйомках мінісеріалу «Третя світова війна» у штаті Орегон.
Як хореограф та акторка працювала на телебаченні, грала на Бродвеї. У 2001 році, в 81-річному віці, вона востаннє з'явилася на бродвейській сцені в ролі Емілі Вітмен у мюзиклі «Безумства». По завершенні акторської кар'єри викладала танці та хореографію у Нью-Йорку. Її акторські досягнення відмічено зіркою на Голлівудській алеї слави.
Мардж Чемпіон померла 21 жовтня 2020 року в будинку свого сина у Лос-Анджелесі в 101-річному віці.

## Вибрана фільмографія
| Рік  |   | Українська назва     | Оригінальна назва                     | Роль              |
| ---- | - | -------------------- | ------------------------------------- | ----------------- |
| 1939 | ф | Честь Заходу         | Honour of the West                    | Діана Аллен       |
| 1950 | ф | Містер Музика        | Mr. Music                             | у ролі самої себе |
| 1951 | ф | Театр на плаву       | Show Boat                             | Еллі Мей Шиплі    |
| 1952 | ф | Все моє — твоє       | Everything I Have Is Your             | Памела Габбард    |
| 1952 | ф | Виглядає приємно     | Lovely to Look At                     | Кларисса          |
| 1953 | ф | Дай дівчині перерву  | Give a Girl a Break                   | Меделін Корлейн   |
| 1955 | ф | Шоу трьох            | There for the Show                    | Гвен Говард       |
| 1955 | ф | Кохана Юпітера       | Jupiter's Darling                     | Мета              |
| 1968 | ф | Вечірка              | The Party                             | Розалінда Данфі   |
| 1968 | ф | Плавець              | The Swimmer                           | Пеггі Форсбург    |
| 1970 | ф | Ковбої округу Каліко | The Cockeyed Cowboys of Calico County | місіс Бестер      |
| 1982 | с | Слава                | Fame                                  | Енн Карлтон       |

## Нагороди
- 1975 — Еммі. Найкраща хореографія (телефільм «Королева залу Зоряний пил»)
- 2007 — Легенда Діснею